# Antymonowodór
Antymonowodór, SbH
3 – nieorganiczny związek chemiczny antymonu i wodoru. Bezbarwny, toksyczny gaz o nieprzyjemnym zapachu. Ogrzewany rozkłada się na pierwiastki składowe:
2SbH
3  →  2Sb + 3H
2